# 음력 11월 13일
음력 11월 13일은 음력 11월의 13번째 날이다.

## 사건
- 1400년 - 조선 제3대 국왕 태종이 즉위함.
- 1791년 - 윤지충·권상연이 전라북도 전주 남문 앞(현 전동성당 위치)에서 순교(신해박해).

## 문화
- 1990년 - 서울 지하철 8호선 착공.
- 2006년 - 대한민국 충청북도 청원군 오창면이 오창읍으로 승격되다.

## 탄생
- 1933년 - 대한민국의 문학평론가, 소설가 이어령.
- 1990년 - 대한민국의 가수 알렌기범(유키스).
- 1991년
  - 대한민국의 만화가 정다정.
  - 일본의 가수 이노우에 나루.

## 사망
- 1791년 -
  - 조선 천주교 순교자 권상연.
  - 조선 천주교 순교자 윤지충.
- 1834년 - 조선 제23대 국왕 조선 순조.
- 2020년 -
  - 대한민국의 침술사 김남수.
  - 일본의 정치인 하타 유이치로.

## 같이 보기
- 음력 360일: 1월 2월 3월 4월 5월 6월 7월 8월 9월 10월 11월 12월
- 전날:11월 12일 다음날:11월 14일 - 전달:10월 13일 다음달:12월 13일
- 양력:11월 13일
- 음력, 윤달